# Gőzfürdő

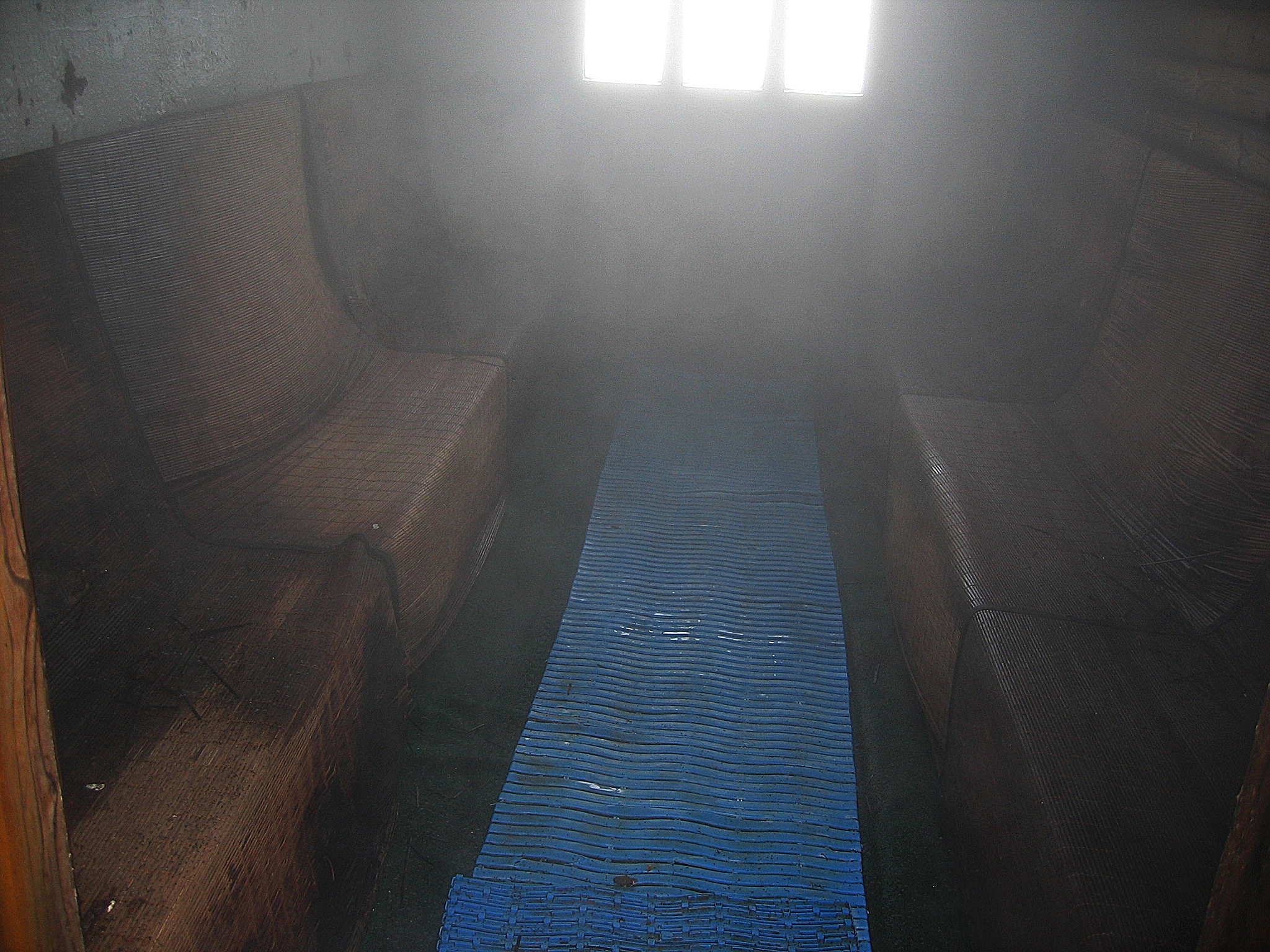
Geotermikus gőzfürdő Izlandon

A gőzfürdőt 35-40 °C hőmérsékletű, magas vízgőztartalmú gőzkamrákban végzik. 
Hatására a bőr pórusai kitágulnak, tisztulnak, fokozódik a faggyúmirigyek elválasztása, élénkebbé válik a vérkeringés, az izmok ellazulnak, a légutak nyálkahártyájának hurutja is oldódik.

## Élettani hatása
A gőzfürdőben rövid idő alatt erős izzadás lép fel, és a magas páratartalom miatt az izzadság nem tud elpárologni, ezért hőtorlódás következik be. Ez nagy megterhelés a szív és a vérkeringés számára, ezért a teljesen egészségesek is csak 10-15 percig tartózkodhatnak, a betegek pedig csak orvosi utasítás alapján vehetik igénybe. A gőzfürdőben felhevült testet langyos, majd hűs fürdőben fokozatosan kell lehűteni, majd legalább 30 perc pihenésnek kell követnie.
A hőlégkamra hőmérséklete 60-80 °C, de levegője száraz, kevés vízgőzt tartalmaz, így az izzadság el tud párologni. Alkalmazzák az egészségesek edzésére vagy sportolók testsúlyának csökkentésére.